# Andy Thompson (Politiker)
Andrew Ernest Joseph Thompson (* 14. Dezember 1924 in Belfast, Nordirland; † 3. Februar 2016 in Kanada) war ein kanadischer Politiker. Thompson war Vorsitzender der Ontario Liberal Party und später Senator. Er wurde 1959 für den Wahlkreis Dovercourt im Westen von Old Toronto in die Legislativversammlung von Ontario gewählt. 1964 wurde er zum Vorsitzenden der Ontario Liberal Party gewählt. Aufgrund gesundheitlicher Probleme zog er sich Ende 1966 aus der Parteiführung zurück. 1967 wurde er in den Kanadischen Senat berufen, weshalb er seinen Sitz in der Legislativversammlung von Ontario aufgab. 1997 und 1998 erregte er mediale Aufmerksamkeit, da er in den vorherigen zehn Jahren nur sehr selten im Senat anwesend war. Grund dafür waren seine anhaltenden gesundheitlichen Probleme. 1998 war er der erste Senator, dem sein Büropersonal, das Gehalt und die Spesen gestrichen wurden. Einen Monat später trat er zurück und ging in Rente.

## Frühe Jahre
Andy Thompson wurde in Belfast geboren und besuchte die Monkton Combe School in England und die Oakwood Collegiate in Toronto. Anschließend studierte er von 1942 bis 1943 an der University of Toronto, ehe er während des Zweiten Weltkriegs in die Royal Canadian Navy eintrat, bei der er auf Minensuchbooten diente. 1946 verließ er die Navy mit dem Rang eines Lieutenants. Sein Studium beendete er 1947 mit dem Bachelor of Arts an der Queen’s University. 1949 erreichte er an der University of British Columbia den Master of Social Work. Thompson arbeitete im öffentlichen Dienst und war Sonderassistent des Vorsitzenden der Liberalen Partei Lester Pearson. 1959 heiratete er Amy Riisna, die er bei einer Konferenz der Liberalen in Couchiching kennengelernt hatte. Sie lebten mit ihrer Tochter in der St. George Street in Toronto.

## Provinzpolitiker
Thompson wurde erstmals 1959 für die Ontario Liberal Party im Wahlkreis Dovercourt in Toronto in die Legislativversammlung von Ontario gewählt. Thompson war mit dem Minister Walter L. Gordon befreundet, der im gleichen Wahlkreis auf Bundesebene kandidierte.
Thompson machte sich im März 1964 einen Namen in der Legislativversammlung, als er Generalstaatsanwalt Fred Cass wegen des Bill 99 angriff, der das Polizeigesetz dahingehend geändert hätte, dass die Polizei von Ontario Personen im Geheimen verhören könnte. Dies führte zur Bezeichnung als Police State Bill. Der Skandal zwang Cass zum Rücktritt und verbesserte Thompsons Ansehen erheblich. Im Herbst 1964 wurde er zum Parteivorsitzenden gewählt und setzte sich dabei im sechsten Wahlgang gegen Charles Templeton durch.
Thompson erlitt einen physischen Zusammenbruch. Er hatte weitere gesundheitliche Probleme, wie Herzgeräusche, hohen Blutdruck und Influenza. Auf Anraten seines Arztes gab Thompson den Parteivorsitz im November 1966 auf, ohne die Partei je in eine Wahl geführt zu haben.  Das Amt übernahm Robert Nixon.

## Senator
Thompson wurde am 6. April 1967 in den Senat berufen. Seine Karriere im Senat verlief relativ ereignislos, 1997 wurde er jedoch kritisiert, da er von allen damaligen Senatoren die schlechteste Anwesenheitsquote hatte. Thompson behauptete, er könne wegen seiner Krankheit nicht an den Sitzungen des Senats teilnehmen, bezog jedoch weiterhin sein Gehalt, indem er zu Beginn jeder Sitzungsperiode für einige Tage an den Sitzungen teilnahm. Die Regeln des Senats sahen jedoch keine Einschränkungen vor, solange nicht zwei aufeinanderfolgende Sitzungen komplett verpasst werden, außerdem konnte Thompson ärztliche Atteste vorlegen.
Aufgrund wachsender medialer Aufmerksamkeit für Thompsons Abwesenheit, machte die Reformpartei sie zur cause celebre und verwies darauf, dass er in Mexiko lebte. Um dem Thema mehr Aufmerksamkeit zu verschaffen, engagierten Abgeordnete der Reformpartei eine Mariachiband und verteilten Burritos in der Lobby des Senats. Thompson wurde als Beispiel dafür angeführt, weshalb eine Reform des Senats nötig sei.
Die Aufmerksamkeit führte dazu, dass Thompson am 19. November 1997 vom Caucus der Liberalen ausgeschlossen wurde. Am 12. Dezember 1997 rief Senator Colin Kenny ihn auf, vor dem Senat zu erscheinen, um seine Abwesenheit zu erklären. Am 16. Dezember stimmte der Senat für diesen Aufruf. Am 19. Februar empfahl ein Unterausschuss den Ausschluss Thompsons für den Rest der Sitzung. Der Senat stimmte dafür, ihm sämtliche Privilegien zu entziehen. Später wurden seine Gehaltszahlungen und Aufwandsentschädigungen eingestellt, da er nicht erschienen war, um seine Abwesenheit zu erklären. Im Dezember 1997 verlor Thompson sein Senatorenbüro. Einige Senatoren sahen die Suspendierung als zu nachsichtig an und waren für einen Ausschluss aus dem Senat. Thompson trat am 23. März 1998 (20 Monate vor seinem geplanten Rückzug) zurück, konnte jedoch trotzdem eine Rente beziehen.
Die Affäre führte dazu, dass der Senat strengere Regeln für seine Mitglieder beschloss und die Strafen für Abwesenheit bei zu vielen Sitzungen erhöhte. Thompson starb am 3. Februar 2016 im Alter von 91 Jahren.